# Vansjön, Uppland
Vansjön är en sjö i Heby kommun i Uppland och ingår i Norrströms huvudavrinningsområde. Sjön har en area på 2,37 kvadratkilometer och ligger 54 meter över havet. Sjön avvattnas av vattendraget Örsundaån. Vid provfiske har bland annat abborre, gers, gädda och mört fångats i sjön.

## Delavrinningsområde
Vansjön ingår i det delavrinningsområde (665094-156396) som SMHI kallar för Utloppet av Vansjön. Medelhöjden är 66 meter över havet och ytan är 16,2 kvadratkilometer. Det finns ett avrinningsområde uppströms, och räknas det in blir den ackumulerade arean 55,38 kvadratkilometer. Örsundaån som avvattnar avrinningsområdet har biflödesordning 3, vilket innebär att vattnet flödar genom totalt 3 vattendrag innan det når havet efter 147 kilometer. Avrinningsområdet består mestadels av skog (66 procent) och jordbruk (12 procent). Avrinningsområdet har 2,33 kvadratkilometer vattenytor vilket ger det en sjöprocent på 14,4 procent. Bebyggelsen i området täcker en yta av 0,25 kvadratkilometer eller 2 procent av avrinningsområdet.

## Fisk
Vid provfiske har följande fisk fångats i sjön:
- Abborre
- Gärs
- Gädda
- Mört
- Ruda
- Sarv
- Sutare